# Sémion Karetnik
Sémion Mikytovitch Karetnik (ukrainien : Семен Мики́тович Каретник ; 1893 - 26 novembre 1920) est un anarchiste ukrainien. Il a joué un rôle significatif lors de la guerre civile qui suivit la révolution de 1917, en tant que membre du groupe anarchiste de Goulaï-Polié et commandant de l'Armée révolutionnaire insurrectionnelle d'Ukraine (ARIU). Il a souvent remplacé Nestor Makhno comme commandant suprême de l'armée noire en 1920. Karetnik est également connu pour son rôle central dans la défaite de l'Armée blanche en Crimée.
Il avait également un frère plus jeune également engagé dans le mouvement makhnoviste, Pantelei Karetnik. Sémion était marié et avait plusieurs enfants au moment de sa mort.

## Biographie
Karetnik faisait partie de la classe des paysans les plus pauvres des ouvriers agricoles de Huliaïpole et travaillait comme valet de ferme. Anarchiste depuis 1907, il participe au mouvement makhnoviste dès ses débuts, en tant que proche compagnon de Nestor Makhno et Martchenko. En 1917, il est membre du groupe communiste-anarchiste de Huliaïpole et de son groupe de partisans. En 1918, il est élu commandant du quartier général du bataillon et du détachement de Huliaïpole. De mars à juin 1919, il fut le chef de la garnison de Berdiansk. De septembre à décembre 1919, il est commandant du régiment d'infanterie de Huliaïpole .
En juillet 1920, il est élu membre du Conseil des insurgés révolutionnaires d'Ukraine et commandant adjoint. Le 27 juillet 1919,dans le village de Sentovo, il participe à l'assassinat de Nikifor Grigoriev, chef de guerre aux alliances versatiles et responsable de nombreux pogroms. Karetnik aurait personnellement tiré sur le garde du corps de Grigoriev lorsque celui-ci aurait essayé de tirer sur Makhno,. Lors des négociations entre makhnovistes et bolcheviques de l'automne 1920, Karetnik s'est opposé catégoriquement à la signature de l'accord militaro-politique entre le gouvernement de la RSS d'Ukraine et l'ARIU finalement conclu le 16 octobre 1920 pour combattre les Armées blanches, car il ne croyait pas à la sincérité des bolcheviks.
Siméon Karetnik participe néanmoins à l'opération conjointe d'occupation de la Crimée, où s'est réfugiée l'Armée blanche du Sud commandée par Piotr Wrangel. Il est nommé commandant du corps de Crimée par le Conseil des insurgés révolutionnaires d'Ukraine. Le 8 novembre 1920, le Corps de Crimée de l'armée insurrectionnelle traversa le Syvach et se positionne à l'arrière des fortifications de Wrangel à Perekop. Le 9 novembre, dans une bataille près du lac Bezymyannoye, le corps de Crimée mené par Karetnik défait le corps de cavalerie du général Barbovitch. Karetnik est blessé à plusieurs reprises lors des combats, mais les 13 et 14 novembre 1920, l'armée noire de Crimée l'emporte sur les forces de Wrangel sur la péninsule et se dirige vers Simferopol.
Le 23 novembre 1920, après leur victoire sur les Blancs, le corps de Crimée reçoit un ordre du commandant en chef bolchevique pour le Front oriental, Mikhaïl Frounze, qui exige que « toutes les unités de l'ancienne armée rebelle implantée en Crimée doivent être immédiatement incluses dans la 4e armée, dont le Conseil militaire révolutionnaire se voit confier leur réorganisation...» L'assemblée générale du corps makhnoviste refuse de s'y plier, expliquant qu'en temps de paix, le Corps de Crimée n'était subordonné qu'au quartier général de l'ARIU à Huliaïpole, et que cet ordre ne respectait pas le 1er paragraphe de leur accord militaire. À la suite de quoi, le 24 novembre, Karetnik et son groupe sont invités au quartier général de Frounze pour assister à une réunion militaire. Après avoir longuement hésité, ils décident finalement de s'y rendre, mais prennent des précautions et laissent derrière eux certains camarades commandés par Martchenko, commandant de la cavalerie makhnoviste.
Le 26 novembre 1920, alors qu'il se rend à cette réunion, Sémion Karetnik est capturé avec son état-major par les troupes bolcheviques à Melitopol et exécuté. D'après Archinov, il était alors marié et laissait derrière lui plusieurs enfants,.

Dans ses Mémoires, Nestor Makhno fait de Sémion Karetnik ce portrait: 
En général, il parlait peu mais toujours à bon escient. Il prenait une position solide, concrètement motivée, et n’en démordait plus ensuite. Quand on le connaissait mal, il pouvait paraître intraitable, mais sous sa réserve et son égalité d’humeur se révélait bientôt un être pur de toute hypocrisie, une âme droite, entièrement vouée à la cause. 

### Notices
- (en) Jonathan D. Smele, Historical Dictionary of the Russian Civil Wars, 1916-1926, Rowman & Littlefield, 2015, p. 553.
- R.D., «KARETNIK, Simion», Dictionnaire international des militants anarchistes, article mis en ligne le 26 janvier 2008, .